# باول كانيل
باول كانيل (بالإنجليزية: Paul Cannell) هو لاعب كرة قدم بريطاني في مركز الهجوم، ولد في 2 سبتمبر 1953 في نيوكاسل أبون تاين في المملكة المتحدة. لعب مع بيرويك راينجرز وكالغاري بومرز ونادي مانسفيلد تاون ونيوكاسل يونايتد.